# Tetrastigma ceratopetalum
Tetrastigma ceratopetalum là một loài thực vật hai lá mầm trong họ Nho. Loài này được C.Y. Wu miêu tả khoa học đầu tiên năm 1995.